# Saison 5 de Z Nation
Chronologie
Saison 4 -
La cinquième et dernière saison de Z Nation, série télévisée américaine, est constituée de treize épisodes diffusée du 5 octobre 2018 au 28 décembre 2018 sur Syfy, aux États-Unis.

## Synopsis
L'intrigue se déroule dans un monde post-apocalyptique envahi par des « Z » ou morts-vivants et où les rares survivants humains tentent tant bien que mal de rester en vie. L'unique espoir de l'humanité est Murphy, un ancien prisonnier. Un prototype de vaccin lui a été injecté contre sa volonté afin de contrer le « virus zombie » et est devenu la seule personne vivante connue à avoir survécu à des morsures de morts-vivants. Il est donc impératif de le garder en vie afin de produire d'autres antidotes à partir de son sang. Aidé bon gré mal gré de plusieurs compagnons Warren, Doc, 10 Mille, Addy.

## Distribution

### Acteurs principaux
- Kellita Smith (VF : Sophie Planet) : le lieutenant Roberta Warren
- Keith Allan (VF : Jérôme Keen) : Alvin Bernard Murphy dit « Murphy, le patient 0 »
- Russell Hodgkinson (VF : Gérard Rouzier) : Steven « Doc » Beck
- DJ Qualls : Simon Cruller / « le Citoyen Z »
- Nat Zang (VF : Jean-Pierre Leblan) : Thomas « 10 000 »
- Grace Phipps : le sergent Lilley
- Ramona Young (VF : Pascale Chemin) : Kaya
- Natalie Jongjaroenlarp (VF : Pascale Chemin) : « Rouge »
- Katy O'Brian : Georgia « George » St. Clair
- Jack Plotnick : Roman Estes
- Lydia Hearst : Pandora

### Acteurs récurrents
- Anastasia Baranova (VF : Marie Nonnenmacher) : Addison « Addy » Carver
- Sydney Viengluang : Dr Sun Mei
- Darlene Mccarty : Nana
- Kodiak Lopez : JZ
- Mario Van Peebles (VF : Yann Pichon) : Martin Cooper

### Invités
- Mark Carr (VF : Sylvain Lemarié) : Sketchy McClane (épisode 7)
- Doug Dawson : Vernon, « Skeezy » (épisode 7)

## Production

### Développement
Le 16 décembre 2017, la série a été renouvelée pour cette cinquième saison de treize épisodes.

### Casting
En août 2018, Katy O'Brian décroche un rôle principal pour la cinquième saison.
En septembre 2018, les acteurs Kellita Smith, Keith Allan, Russell Hodgkinson, DJ Qualls, Nat Zang et Anastasia Baranova sont confirmés pour reprendre leur rôle principal lors de cette saison.

## Liste des épisodes

### Épisode 1:La Nouvelle Apocalypse
- États-Unis /  Canada : 5 octobre 2018[6] sur Syfy / Space
- France : 25 janvier 2019 sur Ciné+ Frisson[7],[8]

- États-Unis : 540 000 téléspectateurs[9] (première diffusion)

### Épisode 2:Une nouvelle vie
- États-Unis /  Canada : 12 octobre 2018 sur Syfy / Space
- France : 25 janvier 2019 sur Ciné+ Frisson

- États-Unis : 510 000 téléspectateurs[10] (première diffusion)

### Épisode 3:Fuir Altura
- États-Unis /  Canada : 19 octobre 2018 sur Syfy / Space
- France : 25 janvier 2019 sur Ciné+ Frisson

- États-Unis : 370 000 téléspectateurs[11] (première diffusion)

### Épisode 4:Pacifica
- États-Unis /  Canada : 26 octobre 2018 sur Syfy / Space
- France : 25 janvier 2019 sur Ciné+ Frisson

- États-Unis : 400 000 téléspectateurs[12] (première diffusion)

### Épisode 5:Mayday, mayday
- États-Unis /  Canada : 2 novembre 2018 sur Syfy / Space
- France : 1er février 2019 sur Ciné+ Frisson

- États-Unis : 460 000 téléspectateurs[13] (première diffusion)

### Épisode 6:Casino royal
- États-Unis /  Canada : 9 novembre 2018 sur Syfy / Space
- France : 1er février 2019 sur Ciné+ Frisson

- États-Unis : 460 000 téléspectateurs[14] (première diffusion)

### Épisode 7:Doc refait l'histoire
- États-Unis /  Canada : 16 novembre 2018 sur Syfy / Space
- France : 1er février 2019 sur Ciné+ Frisson

- États-Unis : 530 000 téléspectateurs[15] (première diffusion)

### Épisode 8:Pénurie
- États-Unis /  Canada : 23 novembre 2018 sur Syfy / Space
- France : 1er février 2019 sur Ciné+ Frisson

- États-Unis : 450 000 téléspectateurs[16] (première diffusion)

### Épisode 9:Les Gardiens de l'eau
- États-Unis /  Canada : 30 novembre 2018 sur Syfy / Space
- France : 8 février 2019 sur Ciné+ Frisson

- États-Unis : 440 000 téléspectateurs[17] (première diffusion)

### Épisode 10:La Décharge
- États-Unis /  Canada : 7 décembre 2018 sur Syfy / Space
- France : 8 février 2019 sur Ciné+ Frisson

- États-Unis : 470 000 téléspectateurs[18] (première diffusion)

### Épisode 11:Hackerville
- États-Unis /  Canada : 14 décembre 2018 sur Syfy / Space
- France : 15 février 2019 sur Ciné+ Frisson

- États-Unis : 430 000 téléspectateurs[19] (première diffusion)

### Épisode 12:Le Vaccin
- États-Unis /  Canada : 21 décembre 2018 sur Syfy / Space
- France : 15 février 2019 sur Ciné+ Frisson

- États-Unis : 400 000 téléspectateurs[20] (première diffusion)

### Épisode 13:La Fin de tout
- États-Unis /  Canada : 28 décembre 2018[21] sur Syfy / Space

- États-Unis : 480 000 téléspectateurs[22] (première diffusion)